# 1738 en santé et médecine
| Années de la santé et de la médecine : 1735 - 1736 - 1737 - 1738 - 1739 - 1740 - 1741    |
| Décennies de la santé et de la médecine : 1700 - 1710 - 1720 - 1730 - 1740 - 1750 - 1760 |

Cet article présente les faits marquants de l'année 1738 en santé et médecine.

## Événements
- En juin, l'hospice général de Lille est fondé à Lille sur autorisation de Louis XV[1].
- La Peyronie guérit le dauphin Louis de France d’un « dépôt considérable à la mâchoire inférieure » (abcès)[2].
- Fondation de la pharmacie Jacques de Besançon par l’apothicaire Joseph Baratte[3].

## Naissances

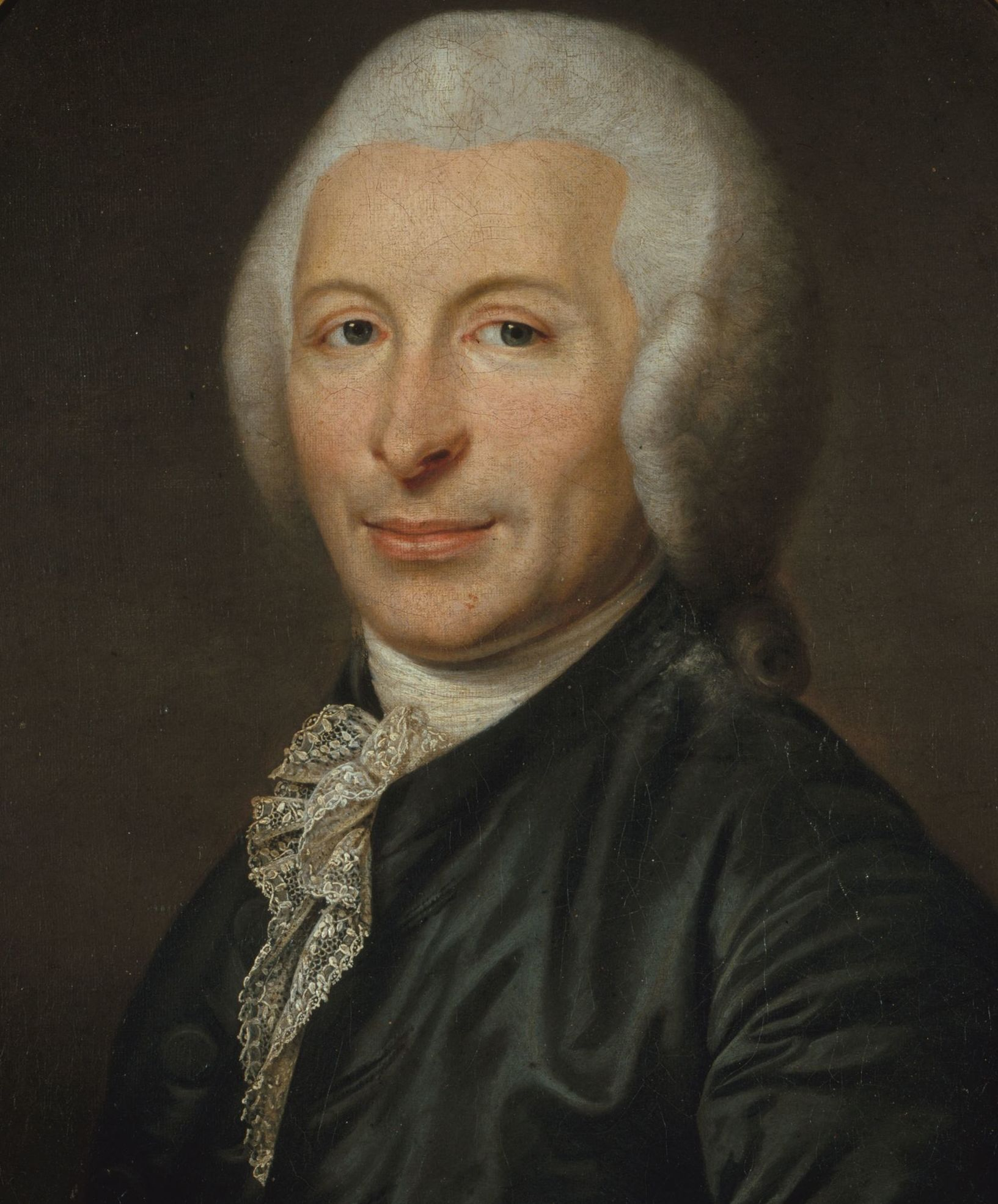
Joseph Ignace Guillotin Musée Carnavalet

- 6 février : Pierre Joseph Desault (mort en 1795), chirurgien et anatomiste français[4].
- 28 mai : Joseph Ignace Guillotin (mort en 1814), médecin et homme politique français. Il est connu pour avoir fait adopter, sous la Révolution française, la guillotine comme mode unique d’exécution capitale[5].
- 20 septembre : Amy Félix Bridault (mort en 1807), médecin français, premier étudiant en médecine français à présenter une thèse sur l'ensemble de la médecine chinoise (1759)[6],[7].
- 26 novembre : Jean-Pierre René Chéradame (mort en 1824), pharmacien français, professeur de chimie à l'École gratuite de pharmacie, membre honoraire de la section de pharmacie de l'Académie de médecine.
- 23 octobre : Joseph Jacob von Plenck (mort en 1807), médecin et botaniste autrichien.
- 31 décembre : Jean Hermann (mort en 1800), médecin et naturaliste français.

Date non précisée
- Pietro Rossi  (mort en 1804), médecin et zoologiste italien.

## Décès
- 12 février : James Sherard (né en 1666), médecin et botaniste britannique.
- 8 mars : Johannes Gaspar Scheuchzer (né en 1684), médecin et botaniste suisse.
- 11 juin : Caspar Bartholin le Jeune (né en 1655), anatomiste danois[8].
- 23 septembre : Herman Boerhaave (né en 1668), botaniste, médecin et chimiste néerlandais.